# Vargas (município)
Vargas é um município da Venezuela localizado no estado de Vargas.
A capital do município é a cidade de La Guaira.